# سارولانير
سارولانير (اسم العلامة التجارية سيمباريكا) هو دواء بيطري يسمى الطفيليات الخارجية لعلاج تفشيالبراغيث والقراد في الكلاب. كما يتم استخدامه خارج التسمية للتحكم في الجرب القارمي و الجرب دويدي.
سارولانر هو أيضا مكون من مكونات مزيج المخدرات سيمباريكا تريو ، الذي يحتوي على سارولانير, موكسيدكتين، و بيرانتيل. يتم استخدامه للوقاية من مرض الدودة القلبية الناتجة عن التهاب ديروفيلاريا إميتيس ، معالجة ومنع تفشي البراغيث ؛ علاج غزو القراد والسيطرة عليه باستخدام اليغموش الأمريكي, وقراد ساحل الخليج, وقراد الكلب الأمريكي, القراد ذو الأرجل السوداء، و قراد الكلب البني؛ وعلاج ومكافحة التهابات الدودة المستديرة والدودة الشصية البالغة.